# Liste der Fornminnen in Selånger

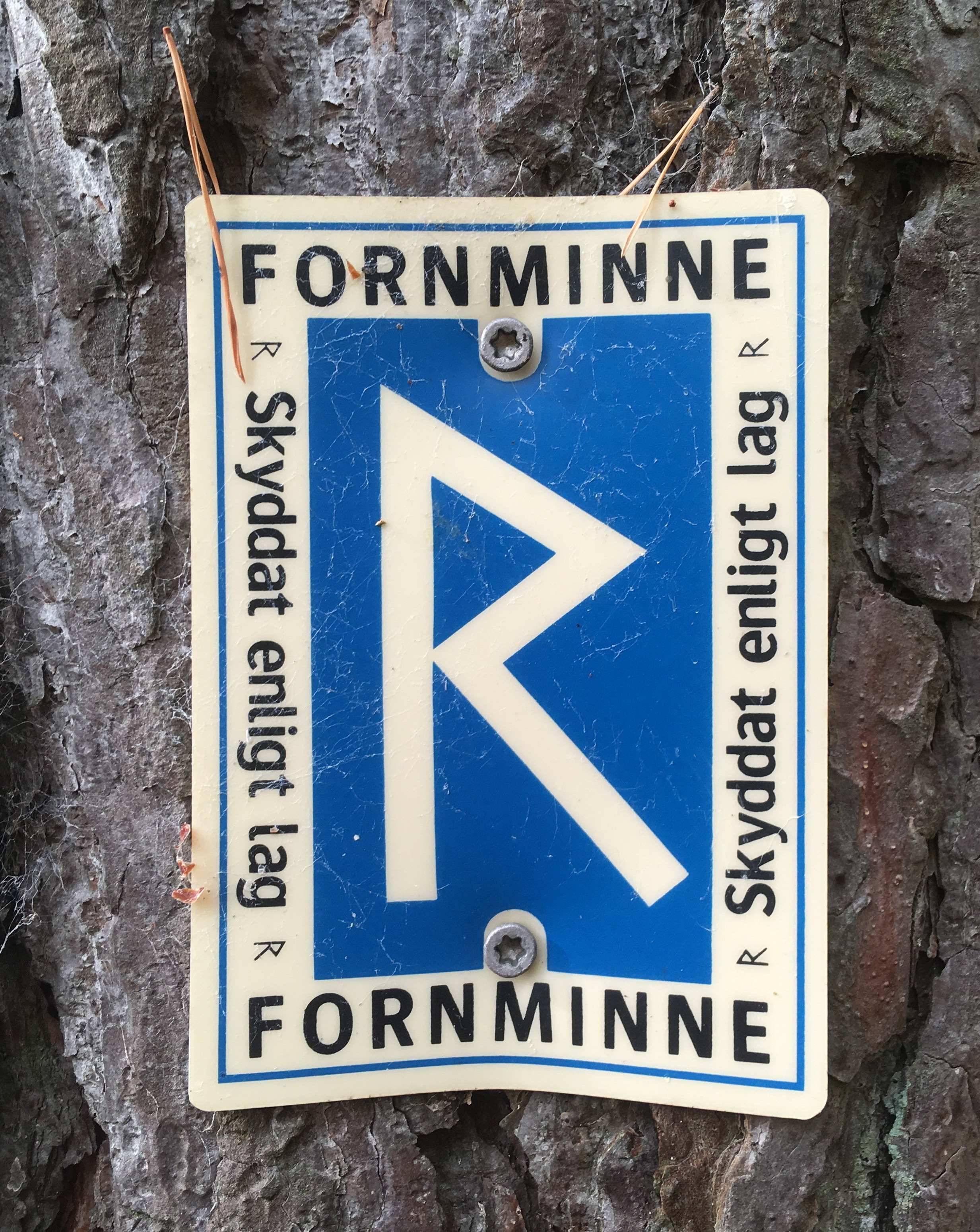
Zeichen für „Fornminnen“ in Schweden

Diese Liste der Fornminnen in Selånger zeigt die „Alten/antiken Denkmale“ (schwedisch fornminnen) im ehemaligen Socken Selånger in der heutigen Gemeinde Sundsvall der schwedischen Provinz Västernorrlands län, sie ist eine Teilliste der „Liste der Fornminnen in Västernorrland“. Die Aufteilung basiert auf der historischen Zuordnung der Gebiete in Socken (siehe auch) und der Einteilung des Zentralamts für Denkmalpflege Riksantikvarieämbetet (RAÄ). Es werden die Fornminnen aufgeführt, die auf dem Suchdienst „Fornsök“ registriert sind, welcher weitere Informationen zu den bekannten kulturhistorischen Überresten in Schweden enthält.

## Begriffserklärung
Fornminnen (schwedisch für alte/antike Denkmale oder archäologische Funde) sind in Schweden alte Objekte und archäologische Funde (Fornlämningar), welche die Überreste menschlicher Aktivitäten in der Vergangenheit bezeichnen, die durch frühere Nutzung entstanden sind und dauerhaft aufgegeben wurden. Dabei gilt für Fornminnen, die vor 1850 entstanden sind, dass sie automatisch durch das Gesetz geschützt sind. Aber auch jüngere Überreste können zu Bodendenkmalen erklärt werden, wenn sie sich an ihrem ursprünglichen Standort befinden und weitgehend erdgebunden sind. Als Fornminnen zählen u. a. Siedlungen und Siedlungsreste aus prähistorischer Zeit, Gräber und Grabstätten, Burgruinen, Ruinen von Klöstern, Kirchen und Schlössern, Steine und Felsen mit Inschriften und Bildern (z. B. Runensteine und Petroglyphen), insofern sie nicht schon als Einzeldenkmal unter Byggnadsminnen (schwedisch für Baudenkmale) oder kyrkliga Kulturminnen (schwedisch für kirchliches Kulturgut) ausgewiesen sind.

## Legende
| ID           | = | ID.Nr. des Denkmalregisters (Fornsök) im schwedische Amt für nationales Kulturerbe (Riksantikvarieämbetet (RAÄ)) |
| Lage         | = | Koordinatenangabe des Standorts                                                                                  |
| Bezeichnung  | = | Bezeichnung des Denkmalobjekts (auch RAÄ-Nr.)                                                                    |
| Beschreibung | = | Name (Denkmaltyp/Dokumentenverweis im Arkivsök) sowie eine kurze Beschreibung des Objekts                        |
| Bild         | = | Bild des Objekts sowie Verweis auf weitere Bilder                                                                |

## Liste Fornminnen Selånger
| ID             | Lage    | Bezeichnung (RAÄ-Nr.)             | Beschreibung | Bild           |
| -------------- | ------- | --------------------------------- | --- | -------------- |
| 10248700010001 | (Karte) | Selånger 1:1 Gräberfeld von Högom | Selånger 1:1 (Gräberfeld / L1935:5583) trapezförmiges (ca. 240 x 80 m Umfang) Gräberfeld (auch als schwedisch „Högoms gravfält“ bezeichnet) im Vorort Granlo westlich Sundsvall; bestehend aus runden 10 Grabhügeln, wovon 4 der Hügel einen Durchmesser zwischen 30 und 40 m aufweisen und die restlichen 6 zwischen 5 und 15 m Durchmesser haben. Zwischen 1949 und 1984 wurden mehrere archäologische Untersuchungen des Gebiets durchgeführt, wobei ein Kammergrab, verschiedene Bronzegegenstände, Reste von Hausfundamenten sowie Eisen- und Kohlefragmente gefunden wurden, der als Siedlungsplatz zu bezeichnete Ort kann auf das 400-550 n.Chr. datiert werden. | Weitere Bilder |
| 10248700010002 | (Karte) | Selånger 1:2                      | Selånger 1:2 (Runenstein / L1935:4934) Beschreibung ergänzen | Weitere Bilder |
| 10248700020002 | (Karte) | Selånger 2:2                      | Selånger 2:2 (Hausgründung / L1935:4963) Beschreibung ergänzen | Weitere Bilder |
| 10248700040001 | (Karte) | Selånger 4:1                      | Selånger 4:1 (Steinsetzung / L1935:4965) Beschreibung ergänzen | Weitere Bilder |
| 10248700050001 | (Karte) | Selånger 5:1                      | Selånger 5:1 (Gräberfeld / L1935:5643) Beschreibung ergänzen | Weitere Bilder |
| 10248700060001 | (Karte) | Selånger 6:1                      | Selånger 6:1 (Hügelgrab / L1935:5589) Beschreibung ergänzen | Weitere Bilder |
| 10248700060002 | (Karte) | Selånger 6:2                      | Selånger 6:2 (Hügelgrab / L1935:5588) Beschreibung ergänzen | Weitere Bilder |
| 10248700070001 | (Karte) | Selånger 7:1                      | Selånger 7:1 (Gräberfeld / L1935:5570) Beschreibung ergänzen | Weitere Bilder |
| 10248700080001 | (Karte) | Selånger 8:1                      | Selånger 8:1 (Steinsetzung / L1935:5688) Beschreibung ergänzen | Weitere Bilder |
| 10248700090001 | (Karte) | Selånger 9:1                      | Selånger 9:1 (Steinsetzung / L1935:5489) Beschreibung ergänzen | Weitere Bilder |
| 10248700090002 | (Karte) | Selånger 9:2                      | Selånger 9:2 (Steinsetzung / L1935:4990) Beschreibung ergänzen | Weitere Bilder |
| 10248700140001 | (Karte) | Selånger 14:1                     | Selånger 14:1 (Steinsetzung / L1935:5649) Beschreibung ergänzen | Weitere Bilder |
| 10248700140002 | (Karte) | Selånger 14:2                     | Selånger 14:2 (Steinsetzung / L1935:5648) Beschreibung ergänzen | Weitere Bilder |
| 10248700150001 | (Karte) | Selånger 15:1                     | Selånger 15:1 (Hügelgrab / L1935:5042) Beschreibung ergänzen | Weitere Bilder |
| 10248700160001 | (Karte) | Selånger 16:1                     | Selånger 16.1 (Hügelgrab / L1935:5590) Beschreibung ergänzen | Weitere Bilder |
| 10248700160002 | (Karte) | Selånger 16:2                     | Selånger 16:2 (Hügelgrab / L1935:4703) Beschreibung ergänzen | Weitere Bilder |
| 10248700170001 | (Karte) | Selånger 17:1                     | Selånger x (Runenstein / L1935:4704) Beschreibung ergänzen | Weitere Bilder |
| 10248700180001 | (Karte) | Selånger 18:1                     | Selånger 18:1 (Hügelgrab / L1935:5355) Beschreibung ergänzen | Weitere Bilder |
| 10248700180002 | (Karte) | Selånger 18:2                     | Selånger 18:2 (Steinsetzung / L1935:4705) Beschreibung ergänzen | Weitere Bilder |
| 10248700190001 | (Karte) | Selånger 19:1                     | Selånger 19:1 (Steinsetzung / L1935:4651) Beschreibung ergänzen | Weitere Bilder |
| 10248700200001 | (Karte) | Selånger 20:1                     | Selånger 20:1 (Steinsetzung / L1935:5259) Beschreibung ergänzen | Weitere Bilder |
| 10248700220001 | (Karte) | Selånger 22:1                     | Selånger 22:1 (Steinsetzung / L1935:5261) Beschreibung ergänzen | Weitere Bilder |
| 10248700220002 | (Karte) | Selånger 22:2                     | Selånger 22:2 (Steinsetzung / L1935:4641) Beschreibung ergänzen | Weitere Bilder |
| 10248700230001 | (Karte) | Selånger 23:1                     | Selånger 23:1 (Steinsetzung / L1935:5199) Beschreibung ergänzen | Weitere Bilder |
| 10248700240001 | (Karte) | Selånger 24:1                     | Selånger 24:1 (Hügelgrab / L1935:5663) Beschreibung ergänzen | Weitere Bilder |
| 10248700240002 | (Karte) | Selånger 24:2                     | Selånger 24:2 (Hügelgrab / L1935:5664) Beschreibung ergänzen | Weitere Bilder |
| 10248700270001 | (Karte) | Selånger 27:1                     | Selånger 27:1 (Steinsetzung / L1935:5038) Beschreibung ergänzen | Weitere Bilder |
| 10248700280001 | (Karte) | Selånger 28:1                     | Selånger 28:1 (Gräberfeld / L1935:5039) ovales (etwa 85 x 60 m) Gräberfeld nördlich Bergsåker, bestehend aus 12 Teilen (4 Hügelgräber und 8 Steinsetzungen). Die Grabhügel haben Durchmesser zwischen 6 und 9 m, einer ist oval 11 m lang und 3 m breit. Die Steinsetzungen sind hügelartig überhöht von rund bis oval, die Ausmaße sind tw. durch Ausgrabungen und Beschädigungen sowie Bewuchs unklar. Etwa 100 m nördlich davon befindet sich das Gräberfeld Selånger 29:1 (L1935:5021) | Weitere Bilder |
| 10248700290001 | (Karte) | Selånger 29:1                     | Selånger 29:1 (Gräberfeld / L1935:5021) ovales (etwa 65 x 20 m) Gräberfeld nördlich Bergsåker, bestehend aus 7 Teilen (3 Hügelgräber, 3 Steinsetzungen und 1 Hausfundament). Die Grabhügel haben bis zu 10 m Durchmesser und etwa 1 m Höhe, die Steinsetzungen sind fast rund mit ca. 6 m Durchmesser. Das Hausfundament Selånger 29:2 (L1935:5668) mit etwa 3,5 x 3 m Umfang befindet sich im Nordteil. Etwa 100 m südlich davon befindet sich das Gräberfeld Selånger 28:1 (L1935:5039) | Weitere Bilder |
| 10248700300001 | (Karte) | Selånger 30:1                     | Selånger 30:1 (Hügelgrab / L1935:5123) Beschreibung ergänzen | Weitere Bilder |
| 10248700300002 | (Karte) | Selånger 30:2                     | Selånger 30:2 (Steinsetzung / L1935:5651) Beschreibung ergänzen | Weitere Bilder |
| 10248700300003 | (Karte) | Selånger 30:3                     | Selånger 30:3 (Hügelgrab / L1935:5099) Beschreibung ergänzen | Weitere Bilder |
| 10248700310001 | (Karte) | Selånger 31:1                     | Selånger 31:1 (Hügelgrab / L1935:5124) Beschreibung ergänzen | Weitere Bilder |
| 10248700320001 | (Karte) | Selånger 32:1                     | Selånger 32:1 (Hügelgrab / L1935:5066) Beschreibung ergänzen | Weitere Bilder |
| 10248700320002 | (Karte) | Selånger 32:2                     | Selånger 32:2 (Hügelgrab / L1935:5125) Beschreibung ergänzen | Weitere Bilder |
| 10248700320003 | (Karte) | Selånger 32:3                     | Selånger 32:3 (Hügelgrab / L1935:4510) Beschreibung ergänzen | Weitere Bilder |
| 10248700330001 | (Karte) | Selånger 33:1                     | Selånger 33:1 (Hügelgrab / L1935:4462) Beschreibung ergänzen | Weitere Bilder |
| 10248700330003 | (Karte) | Selånger 33:3                     | Selånger 33:3 (Hügelgrab / L1935:4464) Beschreibung ergänzen | Weitere Bilder |
| 10248700340001 | (Karte) | Selånger 34:1                     | Selånger 34:1 (Hügelgrab / L1935:5667) Beschreibung ergänzen | Weitere Bilder |
| 10248700350001 | (Karte) | Selånger 35:1                     | Selånger 35:1 (Hügelgrab / L1935:5096) Beschreibung ergänzen | Weitere Bilder |
| 10248700360001 | (Karte) | Selånger 36:1                     | Selånger 36:1 (Hügelgrab / L1935:5097) Beschreibung ergänzen | Weitere Bilder |
| 10248700370001 | (Karte) | Selånger 37:1                     | Selånger 37:1 (Hügelgrab / L1935:4484) Beschreibung ergänzen | Weitere Bilder |
| 10248700370002 | (Karte) | Selånger 37:2                     | Selånger 37:2 (Steinsetzung / L1935:5098) Beschreibung ergänzen | Weitere Bilder |
| 10248700380001 | (Karte) | Selånger 38:1                     | Selånger 38:1 (Hügelgrab / L1935:5043) Beschreibung ergänzen | Weitere Bilder |
| 10248700390001 | (Karte) | Selånger 39:1                     | Selånger 39:1 (Hügelgrab / L1935:5121) Beschreibung ergänzen | Weitere Bilder |
| 10248700390002 | (Karte) | Selånger 39:2                     | Selånger 39:2 (Hügelgrab / L1935:4466) Beschreibung ergänzen | Weitere Bilder |
| 10248700390003 | (Karte) | Selånger 39:3                     | Selånger 39:3 (Hügelgrab / L1935:4468) Beschreibung ergänzen | Weitere Bilder |
| 10248700390004 | (Karte) | Selånger 39:4                     | Selånger 39:4 (Hügelgrab / L1935:4467) Beschreibung ergänzen | Weitere Bilder |
| 10248700400001 | (Karte) | Selånger 40:1                     | Selånger 40:1 (Hügelgrab / L1935:5670) Beschreibung ergänzen | Weitere Bilder |
| 10248700410001 | (Karte) | Selånger 41:1                     | Selånger 41:1 (Hügelgrab / L1935:5144) Beschreibung ergänzen | Weitere Bilder |
| 10248700420001 | (Karte) | Selånger 42:1                     | Selånger 42:1 (Steinsetzung / L1935:5145) Beschreibung ergänzen | Weitere Bilder |
| 10248700430001 | (Karte) | Selånger 43:1                     | Selånger 43:1 (Steinsetzung / L1935:5146) Beschreibung ergänzen | Weitere Bilder |
| 10248700440001 | (Karte) | Selånger 44:1                     | Selånger 44:1 (Hügelgrab / L1935:4450) Beschreibung ergänzen | Weitere Bilder |
| 10248700450001 | (Karte) | Selånger 45:1                     | Selånger 45:1 (Steinsetzung / L1935:5127) Beschreibung ergänzen | Weitere Bilder |
| 10248700470001 | (Karte) | Selånger 47:1                     | Selånger 47:1 (Hügelgrab / L1935:4483) Beschreibung ergänzen | Weitere Bilder |
| 10248700480001 | (Karte) | Selånger 48:1                     | Selånger 48:1 (Hügelgrab / Link) Beschreibung ergänzen | Weitere Bilder |
| 10248700480002 | (Karte) | Selånger 48:2                     | Selånger 48:2 (Hügelgrab / Link) Beschreibung ergänzen | Weitere Bilder |
| 10248700480003 | (Karte) | Selånger 48:3                     | Selånger 48:3 (Hügelgrab / Link) Beschreibung ergänzen | Weitere Bilder |
| 10248700490001 | (Karte) | Selånger 49:1                     | Selånger 49:1 (Hügelgrab / Link) Beschreibung ergänzen | Weitere Bilder |
| 10248700490002 | (Karte) | Selånger 49:2                     | Selånger 49:2 (Hügelgrab / Link) Beschreibung ergänzen | Weitere Bilder |
| 10248700530001 | (Karte) | Selånger 53:1                     | Selånger 53:1 (Hügelgrab / Link) Beschreibung ergänzen | Weitere Bilder |
| 10248700530002 | (Karte) | Selånger 53:2                     | Selånger 53:2 (Hausgründung / Link) Beschreibung ergänzen | Weitere Bilder |
| 10248700530003 | (Karte) | Selånger 53:3                     | Selånger 53:3 (Hausgründung / Link) Beschreibung ergänzen | Weitere Bilder |
| 10248700540001 | (Karte) | Selånger 54:1                     | Selånger 54:1 (Steinsetzung / Link) Beschreibung ergänzen | Weitere Bilder |
| 10248700550001 | (Karte) | Selånger 55:1                     | Selånger 55:1 (Steinsetzung / Link) Beschreibung ergänzen | Weitere Bilder |
| 10248700560001 | (Karte) | Selånger 56:1                     | Selånger 56:1 (Steinsetzung / Link) Beschreibung ergänzen | Weitere Bilder |
| 10248700570001 | (Karte) | Selånger 57:1                     | Selånger 57:1 (Steinhügelgrab / Link) Beschreibung ergänzen | Weitere Bilder |
| 10248700570002 | (Karte) | Selånger 57:2                     | Selånger 57:2 (Steinhügelgrab / Link) Beschreibung ergänzen | Weitere Bilder |
| 10248700570003 | (Karte) | Selånger 57:3                     | Selånger 57:3 (Steinhügelgrab / Link) Beschreibung ergänzen | Weitere Bilder |
| 10248700590001 | (Karte) | Selånger 59:1                     | Selånger 59:1 (Hügelgrab / Link) Beschreibung ergänzen | Weitere Bilder |
| 10248700620001 | (Karte) | Selånger 62:1                     | Selånger 62:1 (Hügelgrab / Link) Beschreibung ergänzen | Weitere Bilder |
| 10248700630001 | (Karte) | Selånger 63:1                     | Selånger 63:1 (Hügelgrab / Link) Beschreibung ergänzen | Weitere Bilder |
| 10248700640001 | (Karte) | Selånger 64:1                     | Selånger 64:1 (Steinsetzung / Link) Beschreibung ergänzen | Weitere Bilder |
| 10248700640002 | (Karte) | Selånger 64:2                     | Selånger 64:2 (Steinsetzung / Link) Beschreibung ergänzen | Weitere Bilder |
| 10248700640003 | (Karte) | Selånger 64:3                     | Selånger 64:3 (Steinsetzung / Link) Beschreibung ergänzen | Weitere Bilder |
| 10248700650001 | (Karte) | Selånger 65:1                     | Selånger 65:1 (Steinhügelgrab / Link) Beschreibung ergänzen | Weitere Bilder |
| 10248700650002 | (Karte) | Selånger 65:2                     | Selånger 65:2 (Hügelgrab / Link) Beschreibung ergänzen | Weitere Bilder |
| 10248700650003 | (Karte) | Selånger 65:3                     | Selånger 65:3 (Steinsetzung / Link) Beschreibung ergänzen | Weitere Bilder |
| 10248700650004 | (Karte) | Selånger 65:4                     | Selånger 65:4 (Steinsetzung / Link) Beschreibung ergänzen | Weitere Bilder |
| 10248700660001 | (Karte) | Selånger 66:1                     | Selånger 66:1 (Steinsetzung / Link) Beschreibung ergänzen | Weitere Bilder |
| 10248700670001 | (Karte) | Selånger 67:1                     | Selånger 67:1 (Hügelgrab / Link) Beschreibung ergänzen | Weitere Bilder |
| 10248700680001 | (Karte) | Selånger 68:1                     | Selånger 68:1 (Gräberfeld / Link) Beschreibung ergänzen | Weitere Bilder |
| 10248700690001 | (Karte) | Selånger 69:1                     | Selånger 69:1 (Gräberfeld / Link) Beschreibung ergänzen | Weitere Bilder |
| 10248700700001 | (Karte) | Selånger 70:1                     | Selånger 70:1 (Hügelgrab / Link) Beschreibung ergänzen | Weitere Bilder |
| 10248700720001 | (Karte) | Selånger 72:1                     | Selånger 72:1 (Steinsetzung / Link) Beschreibung ergänzen | Weitere Bilder |
| 10248700740001 | (Karte) | Selånger 74:1                     | Selånger 74:1 (Hügelgrab / Link) Beschreibung ergänzen | Weitere Bilder |
| 10248700750001 | (Karte) | Selånger 75:1                     | Selånger 75:1 (Gräberfeld / Link) Beschreibung ergänzen | Weitere Bilder |
| 10248700760001 | (Karte) | Selånger 76:1                     | Selånger 76:1 (Hügelgrab / Link) Beschreibung ergänzen | Weitere Bilder |
| 10248700770001 | (Karte) | Selånger 77:1                     | Selånger 77:1 (Gräberfeld / Link) Beschreibung ergänzen | Weitere Bilder |
| 10248700780001 | (Karte) | Selånger 78:1                     | Selånger 78:1 (Gräberfeld / Link) Beschreibung ergänzen | Weitere Bilder |
| 10248700790001 | (Karte) | Selånger 79:1                     | Selånger 79:1 (Hügelgrab / Link) Beschreibung ergänzen | Weitere Bilder |
| 10248700790002 | (Karte) | Selånger 79:2                     | Selånger 79:2 (Hügelgrab / Link) Beschreibung ergänzen | Weitere Bilder |
| 10248700810001 | (Karte) | Selånger 81:1                     | Selånger 81:1 (Hügelgrab / Link) Beschreibung ergänzen | Weitere Bilder |
| 10248700820001 | (Karte) | Selånger 82:1                     | Selånger 82:1 (Gräberfeld / Link) Beschreibung ergänzen | Weitere Bilder |
| 10248700830001 | (Karte) | Selånger 83:1                     | Selånger 83:1 (Hügelgrab / Link) Beschreibung ergänzen | Weitere Bilder |
| 10248700850001 | (Karte) | Selånger 85:1                     | Selånger 85:1 (Hügelgrab / Link) Beschreibung ergänzen | Weitere Bilder |
| 10248700850002 | (Karte) | Selånger 85:2                     | Selånger 85:2 (Hügelgrab / Link) Beschreibung ergänzen | Weitere Bilder |
| 10248700860001 | (Karte) | Selånger 86:1                     | Selånger 86:1 (Kapelle / Link) Beschreibung ergänzen | Weitere Bilder |
| 10248700860002 | (Karte) | Selånger 86:2                     | Selånger 86:2 (Runenstein / Link) Beschreibung ergänzen | Weitere Bilder |
| 10248700900001 | (Karte) | Selånger 90:1                     | Selånger 90:1 (Gräberfeld / Link) Beschreibung ergänzen | Weitere Bilder |
| 10248700920001 | (Karte) | Selånger 92:1                     | Selånger 92:1 (Hügelgrab / Link) Beschreibung ergänzen | Weitere Bilder |
| 10248700920002 | (Karte) | Selånger 92:2                     | Selånger 92:2 (Steinsetzung / Link) Beschreibung ergänzen | Weitere Bilder |
| 10248700920003 | (Karte) | Selånger 92:3                     | Selånger 92:3 (Hügelgrab / Link) Beschreibung ergänzen | Weitere Bilder |
| 10248700930001 | (Karte) | Selånger 93:1                     | Selånger 93:1 (Gräberfeld / Link) Beschreibung ergänzen | Weitere Bilder |
| 10248700940001 | (Karte) | Selånger 94:1                     | Selånger 94:1 (Gräberfeld / Link) Beschreibung ergänzen | Weitere Bilder |
| 10248700950001 | (Karte) | Selånger 95:1                     | Selånger 95:1 (Hügelgrab / Link) Beschreibung ergänzen | Weitere Bilder |
| 10248700950003 | (Karte) | Selånger 95:3                     | Selånger 95:3 (Hügelgrab / Link) Beschreibung ergänzen | Weitere Bilder |
| 10248700950004 | (Karte) | Selånger 95:4                     | Selånger 95:4 (Hügelgrab / Link) Beschreibung ergänzen | Weitere Bilder |
| 10248700950005 | (Karte) | Selånger 95:5                     | Selånger 95:5 (Hügelgrab / Link) Beschreibung ergänzen | Weitere Bilder |
| 10248700960002 | (Karte) | Selånger 96:2                     | Selånger 96:2 (Hügelgrab / Link) Beschreibung ergänzen | Weitere Bilder |
| 10248700970001 | (Karte) | Selånger 97:1                     | Selånger 97:1 (Hügelgrab / Link) Beschreibung ergänzen | Weitere Bilder |
| 10248700980001 | (Karte) | Selånger 98:1                     | Selånger 98:1 (Hügelgrab / Link) Beschreibung ergänzen | Weitere Bilder |
| 10248700980002 | (Karte) | Selånger 98:2                     | Selånger 98:2 (Hügelgrab / Link) Beschreibung ergänzen | Weitere Bilder |
| 10248700980003 | (Karte) | Selånger 98:3                     | Selånger 98:3 (Hügelgrab / Link) Beschreibung ergänzen | Weitere Bilder |
| 10248700980004 | (Karte) | Selånger 98:4                     | Selånger 98:4 (Hügelgrab / Link) Beschreibung ergänzen | Weitere Bilder |
| 10248700980005 | (Karte) | Selånger 98:5                     | Selånger 98:5 (Steinsetzung / Link) Beschreibung ergänzen | Weitere Bilder |
| 10248700990001 | (Karte) | Selånger 99:1                     | Selånger 99:1 (Gräberfeld / Link) Beschreibung ergänzen | Weitere Bilder |
| 10248701000001 | (Karte) | Selånger 100:1                    | Selånger 100:1 (Hügelgrab / Link) Beschreibung ergänzen | Weitere Bilder |
| 10248701000002 | (Karte) | Selånger 100:2                    | Selånger 100:2 (Steinsetzung / Link) Beschreibung ergänzen | Weitere Bilder |
| 10248701010001 | (Karte) | Selånger 101:1                    | Selånger 101:1 (Gräberfeld / Link) Beschreibung ergänzen | Weitere Bilder |
| 10248701020001 | (Karte) | Selånger 102:1                    | Selånger 102:1 (Hügelgrab / Link) Beschreibung ergänzen | Weitere Bilder |
| 10248701030001 | (Karte) | Selånger 103:1                    | Selånger 103:1 (Hügelgrab / Link) Beschreibung ergänzen | Weitere Bilder |
| 10248701050001 | (Karte) | Selånger 105:1                    | Selånger 105:1 (Hügelgrab / Link) Beschreibung ergänzen | Weitere Bilder |
| 10248701050002 | (Karte) | Selånger 105:2                    | Selånger 105:2 (Steinsetzung / Link) Beschreibung ergänzen | Weitere Bilder |
| 10248701050003 | (Karte) | Selånger 105:3                    | Selånger 105:3 (Steinsetzung / Link) Beschreibung ergänzen | Weitere Bilder |
| 10248701060001 | (Karte) | Selånger 106:1                    | Selånger 106:1 (Hügelgrab / Link) Beschreibung ergänzen | Weitere Bilder |
| 10248701070001 | (Karte) | Selånger 107:1                    | Selånger 107:1 (Hügelgrab / Link) Beschreibung ergänzen | Weitere Bilder |
| 10248701080001 | (Karte) | Selånger 108:1                    | Selånger 108:1 (Gräberfeld / Link) Beschreibung ergänzen | Weitere Bilder |
| 10248701090001 | (Karte) | Selånger 109:1                    | Selånger 109:1 (Hügelgrab / Link) Beschreibung ergänzen | Weitere Bilder |
| 10248701100001 | (Karte) | Selånger 110:1                    | Selånger 110:1 (Hügelgrab / Link) Beschreibung ergänzen | Weitere Bilder |
| 10248701110001 | (Karte) | Selånger 111:1                    | Selånger 111:1 (Hügelgrab / Link) Beschreibung ergänzen | Weitere Bilder |
| 10248701120001 | (Karte) | Selånger 112:1                    | Selånger 112:1 (Hügelgrab / Link) Beschreibung ergänzen | Weitere Bilder |
| 10248701120002 | (Karte) | Selånger 112:2                    | Selånger 112:2 (Hügelgrab / Link) Beschreibung ergänzen | Weitere Bilder |
| 10248701130001 | (Karte) | Selånger 113:1                    | Selånger 113:1 (Steinsetzung / Link) Beschreibung ergänzen | Weitere Bilder |
| 10248701130002 | (Karte) | Selånger 113:2                    | Selånger 113:2 (Steinsetzung / Link) Beschreibung ergänzen | Weitere Bilder |
| 10248701160001 | (Karte) | Selånger 116:1                    | Selånger 116:1 (Hügelgrab / Link) Beschreibung ergänzen | Weitere Bilder |
| 10248701180001 | (Karte) | Selånger 118:1                    | Selånger 118:1 (Gräberfeld / Link) Beschreibung ergänzen | Weitere Bilder |
| 10248701200001 | (Karte) | Selånger 120:1                    | Selånger 120:1 (Gräberfeld / Link) Beschreibung ergänzen | Weitere Bilder |
| 10248701210001 | (Karte) | Selånger 121:1                    | Selånger 121:1 (Hügelgrab / Link) Beschreibung ergänzen | Weitere Bilder |
| 10248701220001 | (Karte) | Selånger 122:1                    | Selånger 122:1 (Hügelgrab / Link) Beschreibung ergänzen | Weitere Bilder |
| 10248701230001 | (Karte) | Selånger 123:1                    | Selånger 123:1 (Steinsetzung / Link) Beschreibung ergänzen | Weitere Bilder |
| 10248701230002 | (Karte) | Selånger 123:2                    | Selånger 123:2 (Steinhügelgrab / Link) Beschreibung ergänzen | Weitere Bilder |
| 10248701250001 | (Karte) | Selånger 125:1                    | Selånger 125:1 (Gräberfeld / Link) Beschreibung ergänzen | Weitere Bilder |
| 10248701260001 | (Karte) | Selånger 126:1                    | Selånger 126:1 (Hügelgrab / Link) Beschreibung ergänzen | Weitere Bilder |
| 10248701260002 | (Karte) | Selånger 126:2                    | Selånger 126:2 (Steinsetzung / Link) Beschreibung ergänzen | Weitere Bilder |
| 10248701270001 | (Karte) | Selånger 127:1                    | Selånger 127:1 (Steinsetzung / Link) Beschreibung ergänzen | Weitere Bilder |
| 10248701280001 | (Karte) | Selånger 128:1                    | Selånger 128:1 (Hügelgrab / Link) Beschreibung ergänzen | Weitere Bilder |
| 10248701300001 | (Karte) | Selånger 130:1                    | Selånger 130:1 (Siedlung mit Gräbern / Link) Beschreibung ergänzen | Weitere Bilder |
| 10248701310001 | (Karte) | Selånger 131:1                    | Selånger 131:1 (Hügelgrab / Link) Beschreibung ergänzen | Weitere Bilder |
| 10248701320001 | (Karte) | Selånger 132:1                    | Selånger 132:1 (Hügelgrab / Link) Beschreibung ergänzen | Weitere Bilder |
| 10248701320002 | (Karte) | Selånger 132:2                    | Selånger 132:2 (Hügelgrab / Link) Beschreibung ergänzen | Weitere Bilder |
| 10248701330001 | (Karte) | Selånger 133:1                    | Selånger 133:1 (Hügelgrab / Link) Beschreibung ergänzen | Weitere Bilder |
| 10248701330002 | (Karte) | Selånger 133:2                    | Selånger 133:2 (Hausgründung / Link) Beschreibung ergänzen | Weitere Bilder |
| 10248701330003 | (Karte) | Selånger 133:3                    | Selånger x (Hausgründung / Link) Beschreibung ergänzen | Weitere Bilder |
| 10248701370001 | (Karte) | Selånger 137:1                    | Selånger 137:1 (Hügelgrab / Link) Beschreibung ergänzen | Weitere Bilder |
| 10248701370002 | (Karte) | Selånger 137:2                    | Selånger 137:2 (Steinsetzung / Link) Beschreibung ergänzen | Weitere Bilder |
| 10248701370003 | (Karte) | Selånger 137:3                    | Selånger 137:3 (Hügelgrab / Link) Beschreibung ergänzen | Weitere Bilder |
| 10248701380001 | (Karte) | Selånger 138:1                    | Selånger 138:1 (Hügelgrab / Link) Beschreibung ergänzen | Weitere Bilder |
| 10248701460001 | (Karte) | Selånger 146:1                    | Selånger 146:1 (Hausgründung / Link) Beschreibung ergänzen | Weitere Bilder |
| 10248701480001 | (Karte) | Selånger 148:1                    | Selånger 148:1 (Hügelgrab / Link) Beschreibung ergänzen | Weitere Bilder |
| 10248701500001 | (Karte) | Selånger 150:1                    | Selånger 150:1 (Hügelgrab / Link) Beschreibung ergänzen | Weitere Bilder |
| 10248701520001 | (Karte) | Selånger 152:1                    | Selånger 152:1 (Hausgründung / Link) Beschreibung ergänzen | Weitere Bilder |
| 10248701540001 | (Karte) | Selånger 154:1                    | Selånger 154:1 (Hügelgrab / Link) Beschreibung ergänzen | Weitere Bilder |
| 10248701540002 | (Karte) | Selånger 154:2                    | Selånger 154:2 (Hügelgrab / Link) Beschreibung ergänzen | Weitere Bilder |
| 10248701540003 | (Karte) | Selånger 154:3                    | Selånger 154:3 (Hügelgrab / Link) Beschreibung ergänzen | Weitere Bilder |
| 10248701690001 | (Karte) | Selånger 169:1                    | Selånger 169:1 (Hügelgrab / Link) Beschreibung ergänzen | Weitere Bilder |
| 10248701710001 | (Karte) | Selånger 171:1                    | Selånger 171:1 (Steinsetzung / Link) Beschreibung ergänzen | Weitere Bilder |
| 10248701740001 | (Karte) | Selånger 174:1                    | Selånger 174:1 (Hügelgrab / Link) Beschreibung ergänzen | Weitere Bilder |
| 10248701820001 | (Karte) | Selånger 182:1                    | Selånger 182:1 (Hügelgrab / Link) Beschreibung ergänzen | Weitere Bilder |
| 10248701820002 | (Karte) | Selånger 182:2                    | Selånger 182:2 (Hügelgrab / Link) Beschreibung ergänzen | Weitere Bilder |
| 10248701830001 | (Karte) | Selånger 183:1                    | Selånger 183:1 (Steinsetzung / Link) Beschreibung ergänzen | Weitere Bilder |
| 10248701830002 | (Karte) | Selånger 183:2                    | Selånger 183:2 (Hügelgrab / Link) Beschreibung ergänzen | Weitere Bilder |
| 10248701840001 | (Karte) | Selånger 184:1                    | Selånger 184:1 (Steinsetzung / Link) Beschreibung ergänzen | Weitere Bilder |
| 10248701870001 | (Karte) | Selånger 187:1                    | Selånger 187:1 (Steinsetzung / Link) Beschreibung ergänzen | Weitere Bilder |
| 10248702350001 | (Karte) | Selånger 235:1                    | Selånger 235:1 (Steinsetzung / Link) Beschreibung ergänzen | Weitere Bilder |
| 10248702360001 | (Karte) | Selånger 236:1                    | Selånger 236:1 (Steinsetzung / Link) Beschreibung ergänzen | Weitere Bilder |
| 10248702440001 | (Karte) | Selånger 244:1                    | Selånger 244:1 (Hügelgrab / Link) Beschreibung ergänzen | Weitere Bilder |
| 10248702440002 | (Karte) | Selånger 244:2                    | Selånger 244:2 (Hügelgrab / Link) Beschreibung ergänzen | Weitere Bilder |
| 10248702440003 | (Karte) | Selånger 244:3                    | Selånger 244:3 (Hügelgrab / Link) Beschreibung ergänzen | Weitere Bilder |